# Aéronautique Militaire

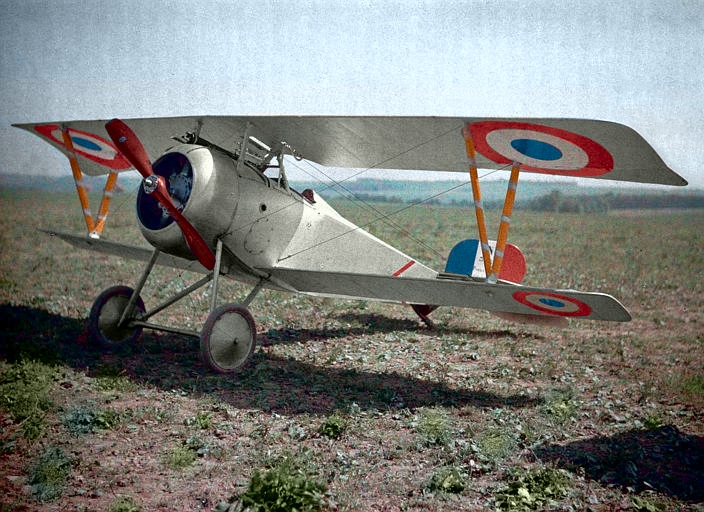
Um Nieuport 17 francês (1916).

A Aéronautique Militaire era a força aérea francesa, com origens desde 1909, e que existiu de 22 de Outubro de 1910 até 1934, quando de passou a chamar "Armée de l'Air". Enquanto existiu, esta força viu o crescimento do uso de aeronaves e a consequente introdução das mesmas durante a Primeira Guerra Mundial. Durante esta guerra, combateu pela Triplice Entente e, apesar de enormes baixas, sagrou-se vitoriosa. Com a manutenção do império durante o pós-guerra, os assuntos aeronáuticos separaram-se do exército e tornaram-se independentes.